# 3395 Jitka
3395 Jitka è un asteroide della fascia principale. Scoperto nel 1985, presenta un'orbita caratterizzata da un semiasse maggiore pari a 2,7949851 UA e da un'eccentricità di 0,0537068, inclinata di 4,02793° rispetto all'eclittica.
Fa parte della famiglia di asteroidi Agnia.
L'asteroide è dedicato a Jitka Beneš, appartenente allo staff dell'Osservatorio di Kleť.